# Skip Voogd
Jan Cornelis (Skip) Voogd (Den Haag, 6 juli 1933 – 8 december 2021) was een Nederlands radiomaker. Hij staat bekend als de eerste popjournalist van Nederland. Hij gold als een groot propagandist en alleskenner van de Nederlandse naoorlogse lichte muziek en swing.

## Levensloop

### Jeugd
Zijn bijnaam Skip(py) kreeg hij kort na zijn geboorte van zijn vader, die een treffende gelijkenis zag met de toen in de Verenigde Staten populaire stripfiguur Skippy. De vader van Voogd kwam om in de Tweede Wereldoorlog, toen het koopvaardijschip waarop hij voer door de Japanners in de wateren van Nederlands-Indië werd getorpedeerd. Zijn moeder moest daardoor alleen het gezin, dat naast Skip bestond uit een jongere zus, onderhouden.

### Bladen
Na een opleiding tot onderwijzer gevolgd te hebben stond hij voor de klas. Vanaf 1955 maakte Voogd tevens deel uit van de redactie van muziektijdschrift Tuney Tunes. Hij schreef ook voor andere popbladen. Uitgever en organisator Paul Acket vroeg hem vervolgens als samensteller van Veronica Teenager Express.
Moeite had Voogd met de opkomende rock, en vooral met artiesten als Elvis Presley. Over hem schreef hij in Tuney Tunes:
"Persoonlijk begrijpen we daar niets van. Het afschuwelijke, mensonterende geschreeuw, gepaard gaand met sinister uitgestoten klanken kan ons heus niet bekoren".
"Presley's 'rauwe, klagende bariton maakt de Amerikaanse teenagers wild. De meiskes kerven met een mes zijn naam in hun arm, en er wordt harder gekrijst en gegild dan vier jaar terug bij Johnnie Ray's Cry 't geval was".
"Tekenend voor de 'smaak' van het grote publiek is wel, dat er van Heartbreak Hotel meer dan een miljoen platen werden verkocht".

### Start radiocarrière
Bij de radio begon zijn carrière bij AVRO's jeugdomroep Minjon. In 1958/59 werkte hij bij de VARA waar hij samen met Netty Rosenfeld het programma Kiosk over lichte muziek samenstelde en presenteerde. Daarna stapte hij over naar de AVRO. Hij presenteerde en produceerde onder meer programma's voor het in 1965 gestarte Hilversum 3, zoals Tien plus en twintig min, een popprogramma gepresenteerd door Jos Brink. De samenwerking tussen de twee verliep niet zonder problemen. Voogd was verder de eerste die met een drive-inshow het land in ging, voor Veronica, dat daarmee echter meer bekendheid kreeg.
Voogd maakte het beruchte concert van The Rolling Stones in 1964 in het Scheveningse Kurhaus mee, het eerste van deze Britse groep in Nederland, dat na een kwartier gestopt werd vanwege rellen in de zaal.

### NCRV
Daarna kwam hij bij de NCRV-radio en produceerde daar tussen 1968 en 1982 onder andere series met swingorkesten als The Ramblers, het orkest Marcel Thielemans, The Millers en The Kilima Hawaiian Show. Die laatste was een programma over Hawaiian muziek. Voogd werkte lange tijd voor de NCRV en moest er ook de Beatlesboycot van de omroep uitvoeren, nadat John Lennon had gezegd dat zijn groep populairder was dan Jezus Christus.
De laatste jaren van zijn carrière werkte Voogd voor het commerciële station Jazz Radio.

## Betekenis
Als presentator kreeg Voogd bekendheid door een beschaafde, rustige en vloeiende stem en correct Nederlands.
Voogd heeft vrijwel alle Nederlandse lichte musici meegemaakt en de meesten van hen gekend, zoals Theo Uden Masman van The Ramblers, Annie de Reuver, Malando, Johnny Jordaan, en Eddy Christiani. Hij bezat een collectie unieke opnamen van onder meer Eddy Doorenbos, Pia Beck, Sanny Day, Greetje Kauffeld en van het Miller-sextet met Paul Ruys. Voogd was samen met Herman Stok, Frits Spits en Theo Stokkink lange tijd de bekendste populaire presentator van de lichte en popmuziek bij de publieke omroep.
Onder auspiciën van de Stichting Doctor Jazz verscheen een historische cd over The Millers: Gone..., die slaat op de periode 1945-1961, met deels niet eerder verschenen materiaal. Samensteller Skip Voogd schreef ook het informatieve boekje van 24 pagina’s. Voogd is vaker betrokken geweest bij platen- en cd-producties. Hij is de auteur van de tekst op de cover van de compilatie The Beatles – De Mooiste Songs (Nederlandse versie van The Beatles Ballads), gepubliceerd in 1980.
De journalist Cor Gout kenschetst Skip Voogd als een van de sleutelfiguren uit zijn tijd. In het boek Gouden tijden, 50 jaar Nederlandse popbladen uit 1994, geschreven door Hester Carvalho en Henk van Gelder, wordt Voogd bestempeld als eerste popjournalist van Nederland.

## Privé
Voogd woonde en werkte jarenlang in de Torenflat van Naarden. Hij was 32 jaar de levenspartner van Henk Mouwe.
Voogd overleed in 2021 op 88-jarige leeftijd.